# Karl Örbo
Karl Gustaf Jönsson Örbo, född 20 februari 1890 i Brunflo församling i Jämtland, död 12 januari 1958 i Stockholm, var en svensk målare, tecknare, grafiker och teckningslärare. 

## Biografi
Karl Örbo var son till lantbrukaren Carl Jönsson och Kristina Mikaelsdotter Påhlsson, och från 1925 gift med Stina Elfrida Elofsson. Han avlade studentexamen vid Östersunds högre allmänna läroverk 1909, och studerade därefter från 1909 vid Tekniska skolan i Stockholm där han utexaminerades som teckningslärare 1913. Örbo fortsatte sina konststudier hos Oscar Björck, Alfred Bergström och Olle Hjortzberg vid Konstakademien, samt vid Axel Tallberg etsningsskola 1915–1919. Därefter följde studieresor till bland annat England, Frankrike, Tyskland, Schweiz och Italien under åren 1920–1923. 
Han arbetade som teckningslärare vid Norra realläroverket 1924–1949, och undervisade i perspektivlära vid Konstakademien 1941–1955. Separat ställde han ut i bland annat Köpenhamn, Östersund Norrköping, Östersund, Katrineholm och på Konstnärshuset samt Lilla Galleriet och Färg och Form i Stockholm. Tillsammans med Knut Janson och Carl Luthander ställde han ut i Göteborg 1941 och han medverkade i flera av Sveriges allmänna konstförenings och Grafiska sällskapets utställningar i Stockholm. Han var representerad i utställningen Svensk konst som visades på Valand-Chalmers i Göteborg 1923 och i Uppsalagruppens och Fria gruppens utställningar på Liljevalchs konsthall samt i en rad av Sällskapet för jämtländsk konstkultur och Jämtlands läns konstförenings utställningar i Östersund. Han deltog i flera av Riksförbundet för bildande konsts vandringsutställningar och Folkrörelsen konstfrämjandets utställningar på skilda platser i landet. Flera minnesutställningar med hans konst visades i bland annat Östersund 1960 och på Konstnärshuset 1961. 
Örbo var intendent för Konstnärshusets galleri 1928–1944, vicevärd för huset 1928–1953 och intendent för Sveriges allmänna konstförening 1944–1958, styrelseledamot och skattmästare för Svenska konstnärernas förening 1928–1953 samt ordförande i Konstnärsklubben 1940–1945. Han var en av stiftarna av Sällskapet för jämtländsk konstkultur. Örbo var främst landskapsmålare och porträttmålare, samt arbetade även med torrnål och affischer. Hans motiv är främst hämtade från hemprovinsen Jämtland, Roslagen, Västkusten, Skåne samt Sydfrakrike och Bretagne. 
Örbo är representerad vid bland annat i Nationalmuseum i Stockholm, Moderna museet i Stockholm, Prins Eugens Waldemarsudde, Kalmar konstmuseum, Örebro läns museum, Kungliga Biblioteket, Östersunds museum, Gävle museum, Hälsinglands museum, Västerås konstmuseum och Östersunds Högre allmänna läroverk.